# Midway-klass
Midway-klassen var en fartygsklass bestående av tre hangarfartyg byggda för amerikanska flottan. Klassen beställdes i slutet av andra världskriget och influerades av brittiska erfarenheter av hangarfartyg med pansrat flygdäck. 
Det första fartyget i klassen USS Midway (CV-41) togs i tjänst precis efter Japans kapitulation, den 10 september 1945. USS Midway (CV-41) var även det sista fartyget i klassen att tas ur tjänst i april 1992.
USS Midway (CV-41) är sedan 2004 bevarad som museifartyg i San Diego.

## Konstruktion

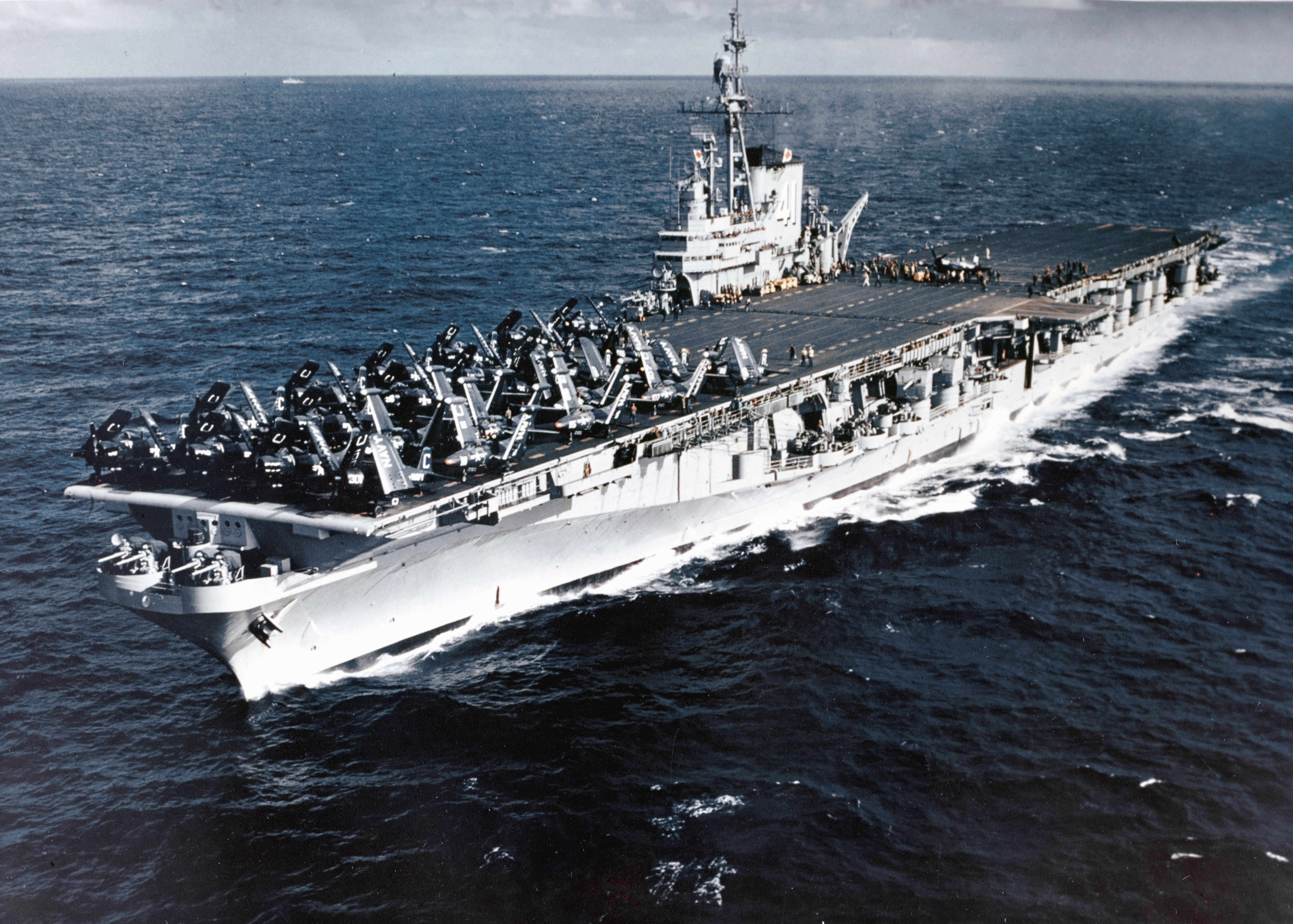
i september 1952 före SCB-110 ombyggnaden.

Operationerna kring Malta under andra världskriget med HMS Illustrious i Storbritanniens flotta visade på nyttan av pansrat flygdäck och brandsektionering av hangardäcket. 
För att spara vikt som behövdes till det pansrade flygdäcket så slopades de planerade batterierna av 8-tums kanoner och installationen av 5-tums luftvärnskanoner reducerades från dubbellavetter till enkelmontage. Till skillnad från brittiska hangarfartyg där det pansrade flygdäcket var en del av skrovets struktur så behöll Midway det amerikanska bruket att hangardäcket var den översta delen av skrovet och flygdäcket var en del av överbyggnaden. Den resulterade konstruktionen gav en klass av stora hangarfartyg som kunde bära en betydligt större flyggrupp än den tidigare Essex-klassen, 130 flygplan jämfört med 100.
Under 1950-talet genomgick alla tre fartygen ombyggnadsprogrammet SCB-110. Vilket innebar en ombyggnad till ett vinklat flygdäck, installation av ångdrivna katapulter, spegellandningssystem och andra system som möjliggjorde baserandet av nya tyngre jetplan ombord.

## Fartyg

### USSMidway(CV-41)

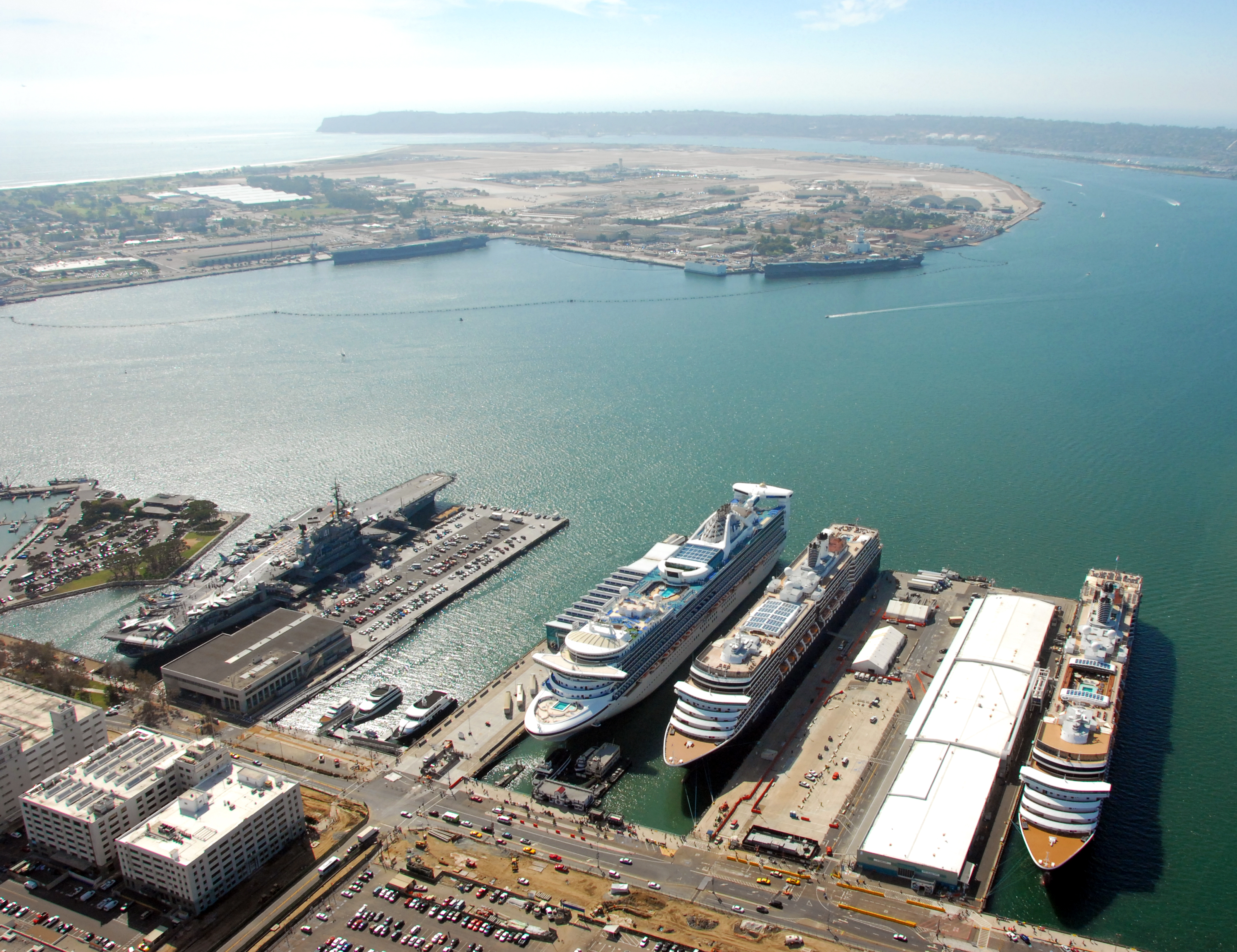
USS Midway som museifartyg i San Diego, jämsides med besökande kryssningsfartyg och mittemot Naval Air Station North Island med hangarfartyg i aktiv tjänst på andra sidan bukten. Bild tagen 4 oktober 2012.

Påbörjad: 27 oktober 1943, Sjösatt: 20 mars 1945, Tagen i tjänst: 10 september 1945, Avrustad: 17 mars 1997, Museum: 2004

USS Midway var det första i sin fartygsklass och byggdes vid Newport News Shipbuilding, med början 27 oktober 1943. Fartyget är namngivet efter Midwayöarna, där ett sjöslag utkämpades i juni 1942 som resulterade i en avgörande amerikansk seger i Stillahavskriget som förhindrade japanskt avancemang mot USA:s västkust. USS Midway togs i tjänst 8 dagar efter den japanska kapitulationen som avslutade andra världskriget. Hon kom under sina 47 år i aktiv tjänstgöring att delta i Koreakriget, Vietnamkriget samt i Gulfkriget. Beteckningen CVA-41 ändrades till CV-41 30 juni 1975.
Fartyget togs ur tjänst 11 april 1992, men kvarstod i reserv fram till 1997, då hon slutligen avrustades. Sedan 2004 är USS Midway ett museifartyg i San Diego. USS Midway är unik så till vida att hon är det enda till eftervärlden bevarade amerikanska hangarfartyget som inte tillhör Essex-klassen.

### USSFranklin D. Roosevelt(CV-42)
Påbörjad: 1 december 1943, Sjösatt: 29 april 1945, Tagen i tjänst: 27 oktober 1945, Avrustad: 1 oktober 1977, Skrotad: 1978

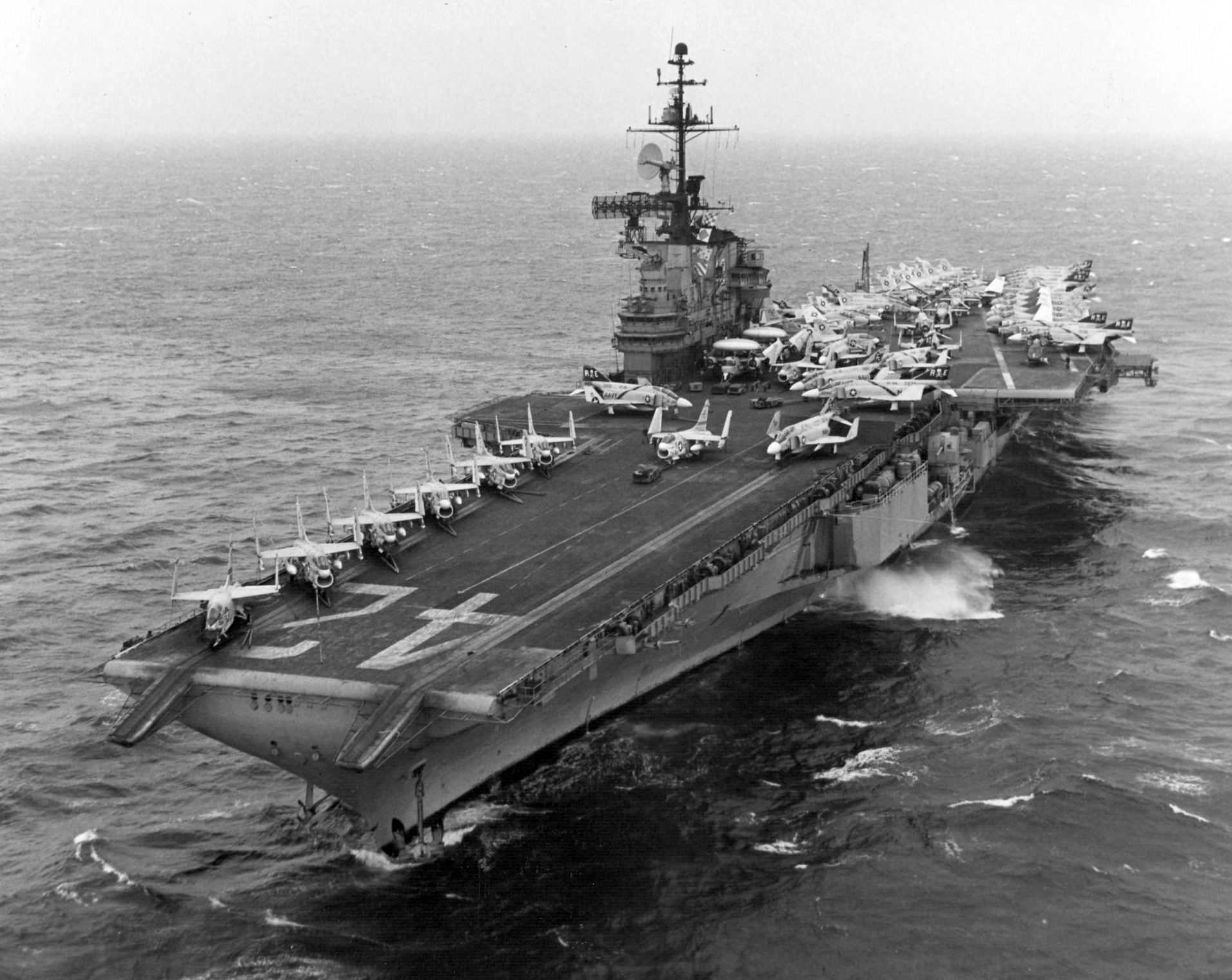
USS Franklin D. Rosevelt i Medelhavet under 1970.

Fartyget var ursprungligen menat att namnges Coral Sea efter sjöslaget 1942 och hade vid den högtidliga sjösättningen på Brooklyn Navy Yard 29 april 1945 döpts till det namnet. Efter frånfället av USA:s president Franklin D. Roosevelt, godkände president Harry S. Truman den 8 maj samma år en begäran från marinminister James Forrestal att istället namnge det nya hangarfartyget efter den framlidne presidenten (som dog 12 april 1945). 
Namnet Coral Sea kom istället att bäras av det efterföljande systerfartyget. Under för första åren kom USS Franklin D. Roosevelt att tilldelas USA:s atlantflotta.
Mellan 1954 och 1956 genomgick USS Franklin D. Roosevelt en ombyggnad vid Puget Sound Naval Shipyard till ett vinklat flygdäck. Eftersom hon var för stor för att segla genom Panamakanalen rundades istället Kap Horn.
Fartyget var vid enbart ett tillfälle deltagande i Vietnamkriget, från augusti 1966 till januari 1967. Från början var det tänkt att hon skulle få en identiska ombyggnad som systerfartyget USS Midway fick (SCB 101.68), men av kostnadsskäl genomfördes istället en mindre omfattande ombyggnad (SCB 103.68), till ett värde av 25 % av det Midway hade erhållit. 
Av de tre fartygen i klassen var USS Franklin D. Rosevelt i sämst mekaniskt skick, då hon inte hade fått samma omfattande moderniseringar som de två systerfartygen hade fått. 
När fartyget togs ur tjänst 1977 ersattes hon av det då nyaste fartyget i Nimitz-klassen, USS Dwight D. Eisenhower (CVN-69).

### USSCoral Sea(CV-43)
Påbörjad: 10 juli 1944, Sjösatt:  2 april 1946, Tagen i tjänst: 1 oktober 1947, Avrustad: 30 april 1990, Skrotad: 2000

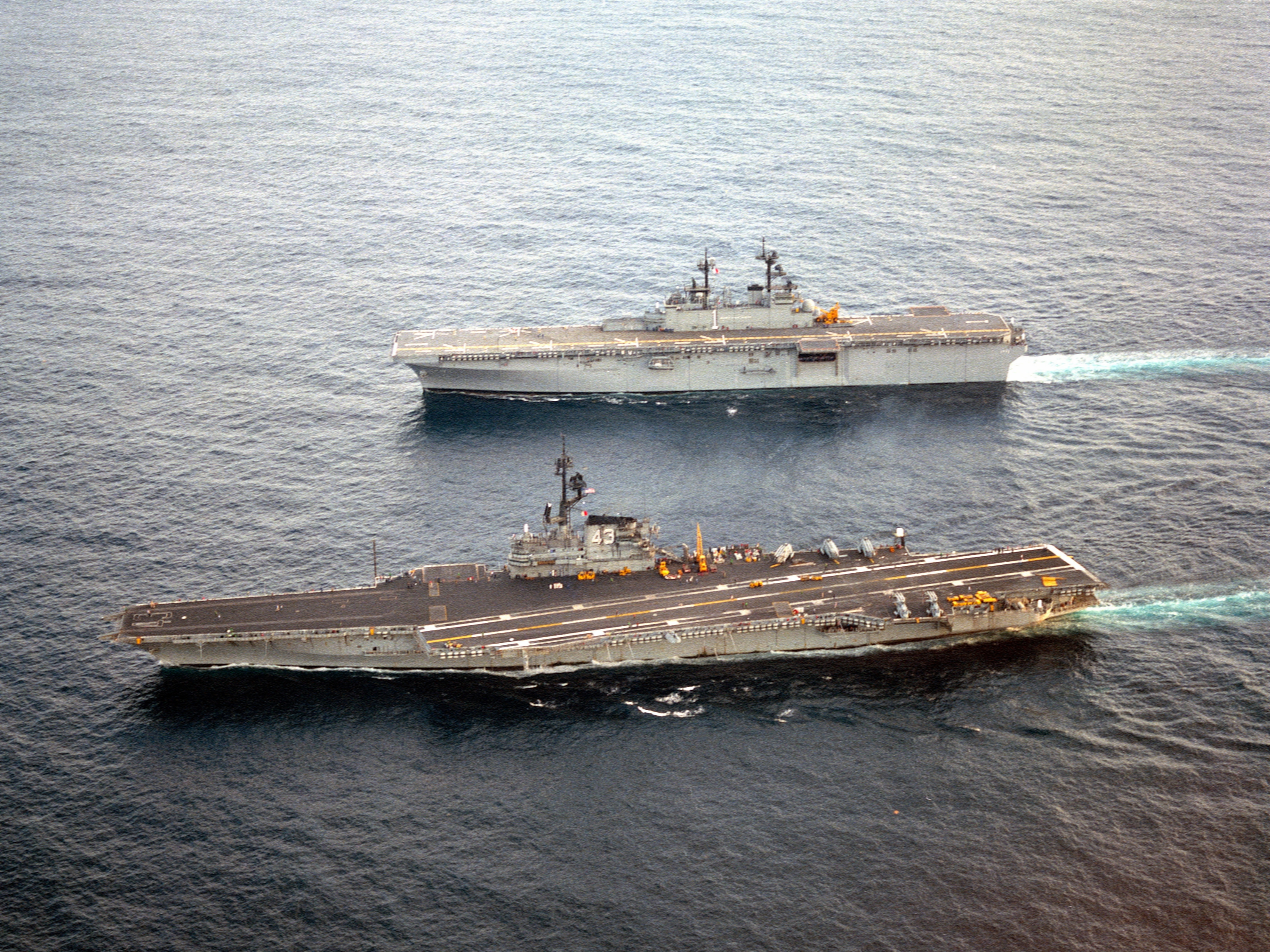
USS Coral Sea tillsammans med amfibiefartyget i september 1989.

Fartyget var namngivet efter Korallhavet, platsen för ett sjöslag i Stilla havet under andra världskriget i maj 1942 som föregick slaget om Midway. Hon byggdes på Newport News Shipbuilding. Fartyget var det sista amerikanska hangarfartyget att byggas och färdigställas med ett rakt flygdäck, då den efterföljande Forrestal-klassen hade från början ett vinklat flygdäck.
Under sitt första årtionde i tjänst var hon tilldelad USA:s atlantflotta. USS Coral Sea togs ur tjänst 1957 för en ombyggnad av flygdäcket, från ett rakt till ett vinklat. Efter att ombyggnaden var färdig 1960 omfördelades hon till USA:s stillahavsflotta. Under 1960 och 1970-talen deltog fartyget i Vietnamkriget. USS Coral Sea deltog tillsammans med USS Enterprise (CVN-65) i Operation Frequent Wind, evakueringen innan Saigons fall 1975. Hon deltog snart därefter, i maj samma år, i fritagningen av det kapade amerikanska handelsfartyget SS Mayaguez.
I juli 1982 spelades sekvenser in för långfilmen Rätta virket ombord på fartyget. 1983 byttes hemmahamn från Alameda utanför San Francisco till Naval Station Norfolk (samtidigt gjorde USS Carl Vinson (CVN-70) motsatt rockad).
Under 1986 deltog flygförband baserade ombord på USS Coral Sea, liksom flyg från USS America (CV-66) samt F-111 Aardvark från USA:s flygvapen (baserade på RAF Lakenheath i England), i USA:s flygbombningar av Libyen.
USS Coral Sea togs slutligen ur tjänst 26 april 1990. 
Tre år senare såldes hon för skrotning till ett företag i Baltimore. Fartyget var inte fullständigt skrotat förrän i september 2000, då en mängd hinder såväl ekonomiska, rättsliga och miljömässiga hade försenat processen. Skildringen i en serie artiklar av Gary Cohn och Will Englund, som publicerades i Baltimore Sun, kring skrotningen av USS Coral Sea, liksom andra örlogsfartyg och fartyg i stort resulterade år 1998 i Pulitzerpriset för undersökande journalistik.